# Irbes saurums
Irbes saurums este o arie protejată (arie specială de conservare — SAC, sit de importanță comunitară — SCI, arie de protecție specială avifaunistică — SPA) din Letonia întinsă pe o suprafață de 172.412,13 ha, integral marine.

## Localizare
Centrul sitului Irbes saurums este situat la coordonatele 57°41′01″N 22°00′09″E / 57.6837°N 22.0025°E.

## Înființare
Situl Irbes saurums a fost declarat arie de protecție specială avifaunistică în decembrie 2008 pentru a proteja 24 de specii de animale. Alte tipuri de protecție:
- sit de importanță comunitară (în decembrie 2008)
- arie specială de conservare (în decembrie 2008)[1][3][4]

## Biodiversitate
Situată în ecoregiunea boreală, aria protejată conține 1 habitat natural: Recifuri.
La baza desemnării sitului se află mai multe specii protejate de  păsări (24): alca (Alca torda), rața moțată (Aythya fuligula), Aythya marila, Bucephala clangula, Cepphus grylle, Clangula hyemalis, lebădă de iarnă (Cygnus cygnus), lebădă de vară (Cygnus olor), cufundar polar (Gavia arctica), cufundar mic (Gavia stellata), codalb (Haliaeetus albicilla), pescăruș mic (Larus minutus), pescăruș râzător (Larus ridibundus), rață catifelată (Melanitta fusca), rață neagră (Melanitta nigra), ferestraș mic (Mergus albellus), ferestrașul mare (Mergus merganser), Mergus serrator, cormoran mare (Phalacrocorax carbo), corcodel mare (Podiceps cristatus), pescăriță mare (Sterna caspia), chiră de baltă (Sterna hirundo), chiră de mare (Sterna sandvicensis), călifar alb (Tadorna tadorna)
Pe lângă speciile protejate, pe teritoriul sitului au mai fost identificate 5 specii de păsări.